# Microlicia morii
Microlicia morii är en tvåhjärtbladig växtart som beskrevs av John Julius Wurdack. Microlicia morii ingår i släktet Microlicia och familjen Melastomataceae. Inga underarter finns listade i Catalogue of Life.